# UVS in het seizoen 1957/58
Het seizoen 1957/1958 was het derde jaar in het bestaan van de betaaldvoetbalclub UVS uit de Nederlandse stad Leiden. De club kwam uit in de Tweede divisie A en eindigde daarin op de vijfde plaats. Tevens deed de club mee aan het toernooi om de KNVB beker, hierin werd de club in de tweede ronde uitgeschakeld door SHS (0–3).

## Wedstrijdstatistieken

### Tweede divisie A
|       | Baronie | DHC   | DOSKO | EBOH  | Emma  | 't Gooi | Hilversum | LONGA | ONA   | De Valk | Wilhelmina | Zeist | ZFC   |
| ----- | ------- | ----- | ----- | ----- | ----- | ------- | --------- | ----- | ----- | ------- | ---------- | ----- | ----- |
| Thuis | 4 – 0   | 1 – 0 | 2 – 2 | 2 – 0 | 1 – 4 | 3 – 1   | 4 – 0     | 2 – 0 | 0 – 1 | 2 – 1   | 3 – 1      | 3 – 3 | 1 – 3 |
| Uit   | 2 – 1   | 0 – 3 | 0 – 1 | 1 – 1 | 1 – 4 | 6 – 2   | 2 – 0     | 2 – 1 | 1 – 4 | 2 – 1   | 3 – 3      | 1 – 3 | 0 – 0 |

### KNVB beker
| 1e ronde                                                     | Blauw-Zwart      | 1 – 4 (0 – 0) | UVS                                                             |
| 26 december 1957 Plaats: Wassenaar Sportcomplex de Schulpwei | Harry Wildenberg |               | 59' Henk Mattheeuwissen Han Verhoeks Onbekend Cor van der Zeeuw |
| 2e ronde                                                     | UVS              | 0 – 3 (0 – 1) | SHS                                                             |
| 23 maart 1958 Plaats: Leiden Wassenaarseweg                  |                  |               | 18' Piet Dekker 85', –' Wim Zwarts                              |

## Statistieken UVS 1957/1958

### Eindstand UVS in de Nederlandse Tweede divisie A 1957 / 1958
| Stand | Gespeeld | Gewonnen | Gelijk | Verloren | Punten | Doelpunten voor | Doelpunten tegen |
| ----- | -------- | -------- | ------ | -------- | ------ | --------------- | ---------------- |
| 5e    | 26       | 13       | 5      | 8        | 31     | 52              | 37               |

### Topscorers
| #                | Naam                     | Goal |
| ---------------- | ------------------------ | ---- |
| 1.               | Cor van der Zeeuw        | 16   |
| 2.               | Freek Filippo            | 9    |
| 3.               | Henk Matteeuwisse        | 4    |
| 3.               | Coen Rijshouwer          | 4    |
| 3.               | Han Verhoeks             | 4    |
| 3.               | Cor Verhoogt             | 4    |
| 7.               | Jan Verkuijlen           | 3    |
| 8.               | Hennie Bekkering         | 2    |
| 8.               | Jimmy Supusepa           | 2    |
| 10.              | Cees Rijshouwer          | 1    |
| 10.              | Jan Verhoeks             | 1    |
| Eigen doelpunten |                          |      |
| 1.               | Maarten van Maanen (DHC) |      |
| 1.               | Cees Massuger (LONGA)    |      |
| Totaal           | Totaal                   | 52   |

| #                 | Naam                | Goal |
| ----------------- | ------------------- | ---- |
| 1.                | Henk Mattheeuwissen | 1    |
| 1.                | Han Verhoeks        | 1    |
| 1.                | Cor van der Zeeuw   | 1    |
| Onbekend doelpunt |                     |      |
| 1.                | Tegen Blauw-Zwart   | 1    |
| Totaal            | Totaal              | 4    |